# مورتيمر أ. كولين
مورتيمر أ. كولين هو سياسي أمريكي، ولد في 1891 في هارفل في الولايات المتحدة، وتوفي في 26 يونيو 1954. نشط حزبياً في الحزب الديمقراطي. وقد انتخب عضو جمعية ولاية نيويورك ‏ وانتخب عضو مجلس ولاية نيويورك ‏.